# Höfats
Höfats – szczyt w Alpach Algawskich, części Alp Bawarskich. Leży w Niemczech, w Bawarii, przy granicy z Austrią. Mimo że szczyt ten jest sporo niższy od najwyższych szczytów pasma, to właśnie on jest jednym z symboli Alp Algawskich. Powodem tego jest wybitność szczytu i jego imponujący wygląd.